# Luis Mario Cabrera Molina
Luis Mario Cabrera Molina, futbolista de los años 1970 y 80, conocido como el Negro Cabrera. Nacido en La Rioja (Argentina) el 9 de julio de 1956. Comienza su carrera futbolística en el CA Huracán para pasar posteriormente a la liga española de Primera división en la que defendió los colores de CD Castellón, Atlético de Madrid, Cádiz CF y CD Onda.

## Clubes
| Club               | País      | Año       |
| ------------------ | --------- | --------- |
| Huracán            | Argentina | 1975-1978 |
| CD Castellón       | España    | 1978-1980 |
| Atlético de Madrid | España    | 1980-1986 |
| Cádiz CF           | España    | 1986-1988 |
| CD Castellón       | España    | 1988-1990 |
| CD Onda            | España    | 1990-1991 |

## Palmarés
- 1 Copa del Rey: 1984/85 con el Atlético de Madrid.
- 1 Supercopa de España: 1985 con el Atlético de Madrid.

- Datos: Q4888713